# Cygnus NG-12
Cygnus NG-12 (pierwotna nazwa Cygnus CRS OA-12E) –  misja statku transportowego Cygnus, prowadzona przez prywatną firmę Orbital ATK na zlecenie amerykańskiej agencji kosmicznej NASA w ramach programu Commercial Resupply Services w celu zaopatrzenia Międzynarodowej Stacji Kosmicznej. Statek dostarczył około 3700 kg ładunku.